# 猪俣光世
猪俣 光世（いのまた みつよ、1940年〈昭和15年〉7月25日 - ）は、日本の女優。神奈川県出身。

## 人物
S&A企画に所属していた。
主に映画、テレビドラマなどでの脇役で活躍している。

## 出演

### 映画
- ブラック・コメディ ああ!馬鹿（1969年、東宝） - ユミ
- 地獄変（1969年、東宝） - 小女房
- でんきくらげ 可愛い悪魔（1970年、ダイニチ映配） - 利恵
- 喜劇 ドッキリ大逃走（1970年、東宝）
- 学園祭の夜 甘い経験（1970年、東宝） - 客
- 裸でだっこ（1970年、ダイニチ映配） - 花子
- 新・高校生ブルース（1970年、ダイニチ映配） - エミ
- 樹氷悲歌(エレジー)（1971年、ダイニチ映配）
- 百万人の大合唱（1972年、東宝） - 美子
- 紙芝居昭和史 黄金バットがやって来る（1972年、東宝） - 浮舟
- 藍より青く（1973年、松竹大船） - 良
- 砂の器（1974年、松竹大船） - バー・ロンのホステス：大塚きみ子
- 復讐するは我にあり（1979年、松竹）- 丸福質店 店主の妻
- さらば愛しき大地（1982年、プロダクション群狼）

### テレビドラマ
- 怪奇大作戦 第17話「幻の死神」（1969年、TBS / 円谷プロ） - 旅館の女将 ※猪又光代とクレジット
- ポーラテレビ小説 （TBS）
  - お登勢（1971年） - お梶
  - 薩摩おごじょ（1973年）
  - おゆう（1983年）
- まごころ（1973年、TBS）
- うわさの委員会（1975年11月30日、NHK）
- 銭形平次 （CX）
  - 第509話「男の意地に花一輪」（1976年） - お喜和
  - 第559話「悪い奴がいっぱい」（1977年） - およう
- 飢餓海峡（1978年、CX）
- マー姉ちゃん（1979年） - お手伝い・琴 役
- 3年B組金八先生 第1シリーズ (1979年 - 1980年、TBS)　- 高倉明子
- 3年B組金八先生 第2シリーズ（1980年 - 1981年、TBS） - 高橋芙美
- 噂の刑事トミーとマツ 第2シリーズ 22話「トミマツ呆然! 課長必殺の突撃」（1982年、TBS/大映テレビ）
- 家族ゲーム（1983年、TBS）
- 事件記者チャボ! 第17話「チャボっと見ていた少年!!」（1984年、NTV） - 町子
- 青春泥棒 徹と由紀子（1984年、TBS）
- 月曜ドラマランド「ぐうたらママ3」（1984年、CX）
- 大家族（1984年 - 1985年、TBS）
- 花田春吉なんでもやります 第9話「大きくなったら何になる？」（1985年3月1日、TBS） - 数馬の母
- うちの子にかぎって… 第2シリーズ（1985年、TBS） - 井田真佐子
- 水曜ドラマスペシャル （TBS）
  - 「人妻三人密会の宿」（1986年）
  - 「みちのくハネムーン殺人事件」（1987年）
- 女ふたり捜査官 第19話「家政夫が来た!」（1987年、ABC / テレパック）
- パパはニュースキャスター 第9話「湯けむり情話」（1987年、TBS） - 中年の主婦
- 土曜ワイド劇場 （ANB）
  - 「信濃路あずみの殺人行」（1987年）
  - 「山陽路に消えた人妻」（1988年）
- ザ・ドラマチックナイト「目には目を」（1988年、CX）
- はいすくーる落書（1989年、TBS） - 黒木の母
- 予備校ブギ（1990年、TBS） - 村田秀子
- 愛はどうだ（1992年、TBS）
- 協奏曲（1996年、TBS）
- ディア・フレンド（1999年、TBS）
- オヤジぃ。 第1話「怒れ!ガンコ親父」（2000年、TBS）
- 女と愛とミステリー「事件記者 浦上伸介 みちのく角館殺人事件」（2001年、TX）

### 吹き替え
- 泥棒成金（1974年、TBS版） - ダニエル（ブリジット・オーベール）

### 舞台
- 日と火と碑と人 - ちよ
- 蔵のある家 - かま
- あ・うん